# Yūki Kobayashi (calciatore 1992)
Yūki Kobayashi (小林 祐希?, Kobayashi Yūki; Tokyo, 24 aprile 1992) è un calciatore giapponese, centrocampista dell'Iwate Grulla Morioka.

## Carriera

### Club

#### Tokyo Verdy
Nel 2010 entra a far parte del Tokyo Verdy. Fa il suo debutto il 21 marzo 2010 contro il Giravanz Kitakyushu, partendo però dalla panchina. Sempre contro la squadra di Kitakyūshū (4-0), il 14 maggio 2011, riceve la sua prima espulsione. Dopo circa quattro mesi segna la prima rete, contro il Consadole Sapporo (2-4). Dopo un anno, a soli 19 anni, entra nella lista dei titolari, con la maglia n°10 e con la fascia da capitano, un record, sia per il club di Tokyo e sia per il campionato di seconda lega giapponese, perché un diciannovenne con la fascia da capitano non si vedeva da anni.

#### Júbilo Iwata
Nel luglio 2012 si trasferisce in prestito nel Júbilo Iwata con la divisa n°50, dove gioca la sua prima gara in prima lega giapponese a Saitama, contro l'Urawa Red Diamonds (0-2), il 28 luglio 2012, sostituendo al 60º Shūto Yamamoto. Nel 2013 il club di Iwata lo acquista a titolo definito. Sigla la sua prima rete con la maglia del Júbilo Iwata, quando quest'ultimo era oramai in serie B nipponica, ossia nel 2014, contro il Kataller Toyama. Sempre in J-League 2, Kobayashi diventa un titolare della squadra. L'anno successivo lui e la sua squadra ritornano in prima lega giapponese. Il 13 maggio 2016, contro il Gamba Osaka (1-2), indossa la fascia da capitano. Dopo qualche mese (il 6 agosto 2016) gioca la sua ultima gara in Giappone contro l'FC Tokyo (2-3) e, in lacrime, a fine partita, saluta i tifosi, visto che era atteso nei Paesi Bassi all'Heerenveen.

#### SC Heerenveen
Il 12 agosto 2016, l'Heerenveen annuncia il suo arrivo previsto a settembre. Egli firma un contratto che dura fino a giugno 2019. Il 10 settembre 2016 fa il suo esordio con la maglia dell'Heerenveen contro il Football Club Twente (3-1), partendo da titolare.

### Nazionale
Viene convocato da Vahid Halilhodžić per le partite della Kirin Cup 2016. Il 7 giugno 2016 fa il suo debutto contro la Bosnia ed Erzegovina (1-2), entrando al 74º al posto di Takashi Usami con il numero della maglia del suo giorno di nascita: il 24. L'11 novembre 2016, nella seconda presenza con la maglia nipponica, in un'amichevole giocata a Kashima contro l'Oman (4-0), segna un gol da lontano al 94º.

## Statistiche

### Cronologia presenze e reti in nazionale
| Cronologia completa delle presenze e delle reti in nazionale ― Giappone | Cronologia completa delle presenze e delle reti in nazionale ― Giappone | Cronologia completa delle presenze e delle reti in nazionale ― Giappone | Cronologia completa delle presenze e delle reti in nazionale ― Giappone | Cronologia completa delle presenze e delle reti in nazionale ― Giappone | Cronologia completa delle presenze e delle reti in nazionale ― Giappone | Cronologia completa delle presenze e delle reti in nazionale ― Giappone | Cronologia completa delle presenze e delle reti in nazionale ― Giappone |
| Data                                                                    | Città                                                                   | In casa                                                                 | Risultato                                                               | Ospiti                                                                  | Competizione                                                            | Reti                                                                    | Note                                                                    |
| ----------------------------------------------------------------------- | ----------------------------------------------------------------------- | ----------------------------------------------------------------------- | ----------------------------------------------------------------------- | ----------------------------------------------------------------------- | ----------------------------------------------------------------------- | ----------------------------------------------------------------------- | ----------------------------------------------------------------------- |
| 7-6-2016                                                                | Suita                                                                   | Giappone                                                                | 1 – 2                                                                   | Bosnia ed Erzegovina                                                    | Kirin Cup                                                               | -                                                                       | 74’                                                                     |
| 11-11-2016                                                              | Kashima                                                                 | Giappone                                                                | 4 – 0                                                                   | Oman                                                                    | Amichevole                                                              | 1                                                                       | 68’                                                                     |
| 6-10-2017                                                               | Toyota                                                                  | Giappone                                                                | 2 – 1                                                                   | Nuova Zelanda                                                           | Amichevole                                                              | -                                                                       | 61’                                                                     |
| 10-10-2017                                                              | Yokohama                                                                | Giappone                                                                | 3 – 3                                                                   | Haiti                                                                   | Amichevole                                                              | -                                                                       | 56’                                                                     |
| 22-3-2019                                                               | Yokohama                                                                | Giappone                                                                | 0 – 1                                                                   | Colombia                                                                | Amichevole                                                              | -                                                                       | 71’                                                                     |
| 26-3-2019                                                               | Kobe                                                                    | Giappone                                                                | 1 – 0                                                                   | Bolivia                                                                 | Amichevole                                                              | -                                                                       | 69’                                                                     |
| 5-6-2019                                                                | Toyota                                                                  | Giappone                                                                | 0 – 0                                                                   | Trinidad e Tobago                                                       | Amichevole                                                              | -                                                                       | 61’                                                                     |
| 9-6-2019                                                                | Rifu                                                                    | Giappone                                                                | 2 – 0                                                                   | El Salvador                                                             | Amichevole                                                              | -                                                                       | 80’                                                                     |
| Totale                                                                  |                                                                         | Presenze                                                                | 8                                                                       |                                                                         | Reti                                                                    | 1                                                                       |                                                                         |